# Rafael (namn)
Rafael är ett hebreiskt mansnamn med betydelsen Gud har helat. De flesta människor som heter Rafael torde vara uppkallade efter ärkeängeln Rafael.
Raphaël är den franska namnformen och Raffaello är den italienska namnformen av Rafael. Exempelvis konstnären Rafael hette egentligen Raffaello. 

## Namnet i Sverige
Namnet har funnits i Sverige sedan 1400-talet men har totalt sett varit ovanligt, men sedan slutet på 1990-talet har namnet ökat i popularitet.
31 december 2005 fanns det totalt 1 460 personer i Sverige med namnet, varav 515 med det som tilltalsnamn.
År 2003 fick 37 pojkar namnet, varav 15 fick det som tilltalsnamn.
Namnsdag i Sverige: 24 mars, (1986-1992: 26 juni). I den finlandssvenska namnsdagslängden har Rafael namnsdag 22 december sedan starten 1929, då en egen namnsdagskalender togs i bruk för finlandssvenskar.

## Personer med namnet Rafael
I första hand åsyftas med namnet Rafael
- Rafael (ärkeängel)
- Rafael (konstnär) (1483-1520) från Italien

### Sport och idrott
- Rafael Alkorta (född 1968) spansk fotbollsspelare
- Rafael Benítez (född 1960) spansk fotbollstränare
- Rafael García (född 1974) mexikansk fotbollsspelare
- Rafael Gratj (1932-1982) sovjetisk skridskoåkare
- Rafael Magalhães (född 1986) brasiliansk fotbollsspelare
- Rafael Márquez (född 1979) mexikansk fotbollsspelare
- Rafael Munoz (född 1988) spansk simmare
- Rafael Nadal (född 1986) spansk tennisspelare
- Rafael Olarra (född 1978) chilensk fotbollsspelare
- Rafael Osuna (1938-1969) mexikansk tennisspelare
- Rafael Pereira da Silva (född 1990) brasiliansk fotbollsspelare
- Rafael Porcellis de Oliveira (född 1987) brasiliansk fotbollsspelare
- Rafael Ruelas (född 1971) mexikansk boxare
- Rafael Sóbis (född 1985) brasiliansk fotbollsspelare
- Rafael Sperafico (1981-2007) brasiliansk racerförare
- Rafael Martín Vázquez (född 1965) spansk fotbollsspelare
- Rafael van der Vaart (född 1983) nederländsk fotbollsspelare
- Raffael Caetano de Araújo (född 1985) brasiliansk fotbollsspelare

### Politik
- Rafael Correa (född 1963) politiker och president i Ecuador
- Rafael Erich (1879-1946) finländsk jurist, politiker och statsminister
- Rafael Paasio (1903-1980) finländsk politiker och statsminister
- Rafael del Riego (1785-1823) spansk militär och politiker
- Rafael Trujillo (1891-1961) dominikansk politiker

### Kultur
- Rafael Alberti (1902-1999) spansk författare
- Rafael Campos (1936 -1985) dominikansk-amerikansk skådespelare
- Rafael Edholm (född 1966) svensk regissör och skådespelare
- Rafael Kubelik, tjeckisk dirigent
- Rafael Lindqvist (1867-1952) finlandssvensk författare
- Rafael Petersson (född 1976) svensk skådespelare
- Rafael Sabatini (1875-1950) italiensk-brittisk författare
- Miguel Rafael Martos Sánchez (född 1943), en spansk sångare

### Militär
- Rafael del Riego (1785-1823) spansk militär och politiker
- Rafael de Nogales (1879-1936) venezuelansk soldat och krigsskildrare

### Religion
- Rafael Guízar Valencia (1878-1938) helgonförklarad mexikansk biskop
- Rafael Merry del Val y Zulueta (1865-1930) spansk kardinal

### Övrigt
- Rafael Haarla (1876-1938) finsk industriman
- Rafael Jensen (född 1963) dansk bergsbestigare och äventyrare
- Rafael Karsten (1879-1956) finlandssvensk vetenskapsman inom humaniora
- Raphaël Lemkin (1900-1959) polsk-judisk jurist
- Rafael Moneo (född 1937) spansk arkitekt
- Rafael de Nogales (1879-1936) venezuelansk soldat och krigsskildrare